# Mann tut was Mann kann

Mann tut was Mann kann est un film allemand réalisé par Marc Rothemund, sorti en 2012. 
Avec 746 017 spectateurs en 2012, il est arrivé au sixième rang des films allemands les plus vus de l'année.

## Distribution
- Wotan Wilke Möhring : Paul Schuberth
- Jasmin Gerat: Iris Jasper
- Jan Josef Liefers : Guido Schamski
- Fahri Yardım : Bronko Steiner
- Oliver Korittke : Günther
- Karoline Schuch : Iggy
- Friederike Kempter : Kathrin
- Anne Weinknecht : Andrea
- Tobias Oertel : Timothy Huntington
- Hedi Kriegeskotte : Frau Hoffmann
- Peter Sattmann : Dr. Görges
- Noémi Besedes : Katja Riebinger
- Suzan Anbeh : Lisa
- Miranda Leonhardt : Biggi
- Manuel Cortez : Rodriguez
- Emilia Schüle : Sophie
- Hilmar Eichhorn : le greffier